# 曽場ヶ城
曽場ヶ城（そばがじょう）は、安芸国賀茂郡（現東広島市八本松町）にあった戦国時代後期の日本の城（山城）。

## 概要
西条盆地からやや南西の位置にある標高607m、比高350mの曽場ヶ城山に築かれた連郭式の山城で、西条盆地を含む周辺を一望できる。城は連郭式山城でおよそ800mに及ぶ9つの曲輪等で構成されており、本丸、二ノ丸、三ノ丸、午の段等の呼称が残る。

## 沿革
大永3年（1523年）の鏡山城の戦いによって大内氏の安芸国支配の中枢であった鏡山城が落城し、その防御力に不安を感じた大内義興によって大永7年（1527年）頃に築かれたとされる。鏡山城は平地に近い場所に築かれていたが、この曽場ヶ城は標高600mを超える高所に築かれ、鏡山城の戦いでの敗戦を学んでの築城であった。
しかし、あまりにも高所に築いて不便を感じたためか、最終的に大内氏は、より便利な槌山城を築いて移転したため廃城となった。また、山陽道の押さえとしては曽場ヶ城の近くに広島城完成までは県内最大の平城であった飯田土居屋敷を築いて常駐した。

## 参考資料
- 東広島市史
- 安岐のまほろば（財団法人東広島市教育文化振興事業団編集）